# Griffinia espiritensis
Griffinia espiritensis är en amaryllisväxtart som beskrevs av Pierfelice Ravenna. Griffinia espiritensis ingår i släktet Griffinia och familjen amaryllisväxter.

## Underarter
Arten delas in i följande underarter:
- G. e. baiana
- G. e. espiritensis
- G. e. ituberae